# Ellie Lambeti

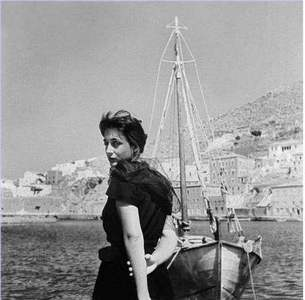
Lambeti auf einem Foto von Dimitri Papadimos

Ellie Lambeti (griechisch Έλλη Λαμπέτη Elli Lambeti; * 13. April 1926 in Vilia als Elli Loukou griechisch Έλλη Λούκου; † 3. September 1983 in New York City) war eine griechische Schauspielerin.

## Familie
Lambeti wurde 1926 im Dorf Vilia in der griechischen Region Attika als Tochter von Kostas Loukos und Anastasia Stamati geboren. Sie hatte sechs Geschwister. Ihr Großvater mütterlicherseits hatte 1821 als Hauptmann mit Theodores Kolokotronis gegen die Türken gekämpft. Die Familie zog 1928 nach Athen.

## Karriere
1941 bewarb sich Lambeti an zwei Theaterschulen, wurde jedoch von beiden abgelehnt. Eine der beiden Schulen wurde privat von der Schauspielerin Marika Kotopouli geführt. Diese erkannte Lambetis Talent und engagierte sie.
Zu Beginn ihrer Karriere als Hauptdarstellerin ließ sie ihren Nachnamen in Lambeti ändern. 1945 traf sie Marios Ploritis, ihren zukünftigen Ehemann während der Dreharbeiten für den Film Adouloti sklavi (Αδούλωτοι σκλάβοι, 1946).
1946 spielte sie unter der Leitung des Theaterregisseurs Karolos Koun. Sie war Hauptdarstellerin in der Produktion folgender Stücke:
- Die Glasmenagerie von Tennessee Williams (1946)
- Antigone von Jean Anouilh (1947)
- Bluthochzeit von Lorca (1948)

Im August 1950 heiratete sie Marios Ploritis, ihre Ehe zerbrach jedoch 1952, nachdem Lambeti eine Affäre mit Dimitris Horn hatte. Zusammen mit Horn produzierte und spielte sie diverse Theaterstücke. 1959 traf sie den US-amerikanischen Schriftsteller Frederic Wakeman, den sie im selben Jahr heiratete. Lambetis zweite Ehe wurde 1976 geschieden.
Neben ihrer Beschäftigung beim Film setzte sie auch ihre Theaterkarriere fort und spielte 1962 Die Erbin sowie 1965 die Blanche in Endstation Sehnsucht.

## Letzte Jahre
Die folgenden Jahre waren durch ihren Kampf gegen Krebs geprägt. Sie spielte erfolgreich in Theaterproduktionen wie Hello, Dolly! (1980) von Thornton Wilder und in Gottes vergessene Kinder (1981) von Mark Medoff mit, ihre Gesundheit war aber schlecht. Sie verstarb 1983 mit 57 Jahren in New York City an Kehlkopfkrebs. Sie wurde auf dem Ersten Athener Friedhof beigesetzt.

## Filmografie (Auswahl)
- Hanneles Himmelfahrt von Gerhart Hauptmann
- Kyriakatiko xypnima von Michael Cacoyannis (1954)
- To Koritsi me ta mavra (Das Mädchen in Schwarz) von Michael Cacoyannis (1956)
- To telefteo psema von Michael Cacoyannis (1957), Nominierung für den British Academy Film Awards 1960 als beste ausländische Schauspielerin
- I kalpiki lira von Giorgos Tzavellas (1955)
- The Little Foxes (1973)
- Irma La Douce (1972)
- Miss Margarita (1975)
- Filoumena Martourano (1978)

## Theaterinszenierungen (Auswahl)
Gemeinsam mit Dimitris Horn:
- Libelei im Jahr (1953)
- La Cuisine des Anges (1953)
- L’Invitation au Château (1955)
- Quality Street (1956)
- Der Regenmacher von Richard Nash (1956)
- Gigi (1957)
- The Fourposter (1957)
- Spiel zu zweit von William Gibson (1958)
- Dans sa Candeur Naive (1959)